# Bazoches-les-Gallerandes
Bazoches-les-Gallerandes ist eine französische Gemeinde mit 1.482 Einwohnern (Stand: 1. Januar 2022) im Département Loiret in der Region Centre-Val de Loire. Sie gehört zum Arrondissement Pithiviers und zum Kanton Pithiviers. Die Einwohner werden Bazochons genannt.

## Geographie
Bazoches-les-Gallerandes liegt etwa 30 Kilometer nordnordöstlich von Orléans. Umgeben wird Bazoches-les-Gallerandes von den Nachbargemeinden Outarville im Norden, Greneville-en-Beauce im Nordosten, Châtillon-le-Roi und Jouy-en-Pithiverais im Osten, Attray im Südosten, Crottes-en-Pithiverais im Süden, Aschères-le-Marché im Süden und Südwesten, Oison im Südwesten sowie Chaussy im Westen.

## Geschichte
1972 wurde die bis dahin selbstständige Gemeinde Izy in das Gemeindegebiet eingegliedert.

## Bevölkerungsentwicklung
| Jahr                       | 1962 | 1968 | 1975 | 1982 | 1990 | 1999 | 2008 | 2018 |
| Einwohner                  | 768  | 829  | 1216 | 1325 | 1326 | 1348 | 1446 | 1545 |
| Quellen: Cassini und INSEE |      |      |      |      |      |      |      |      |

## Sehenswürdigkeiten

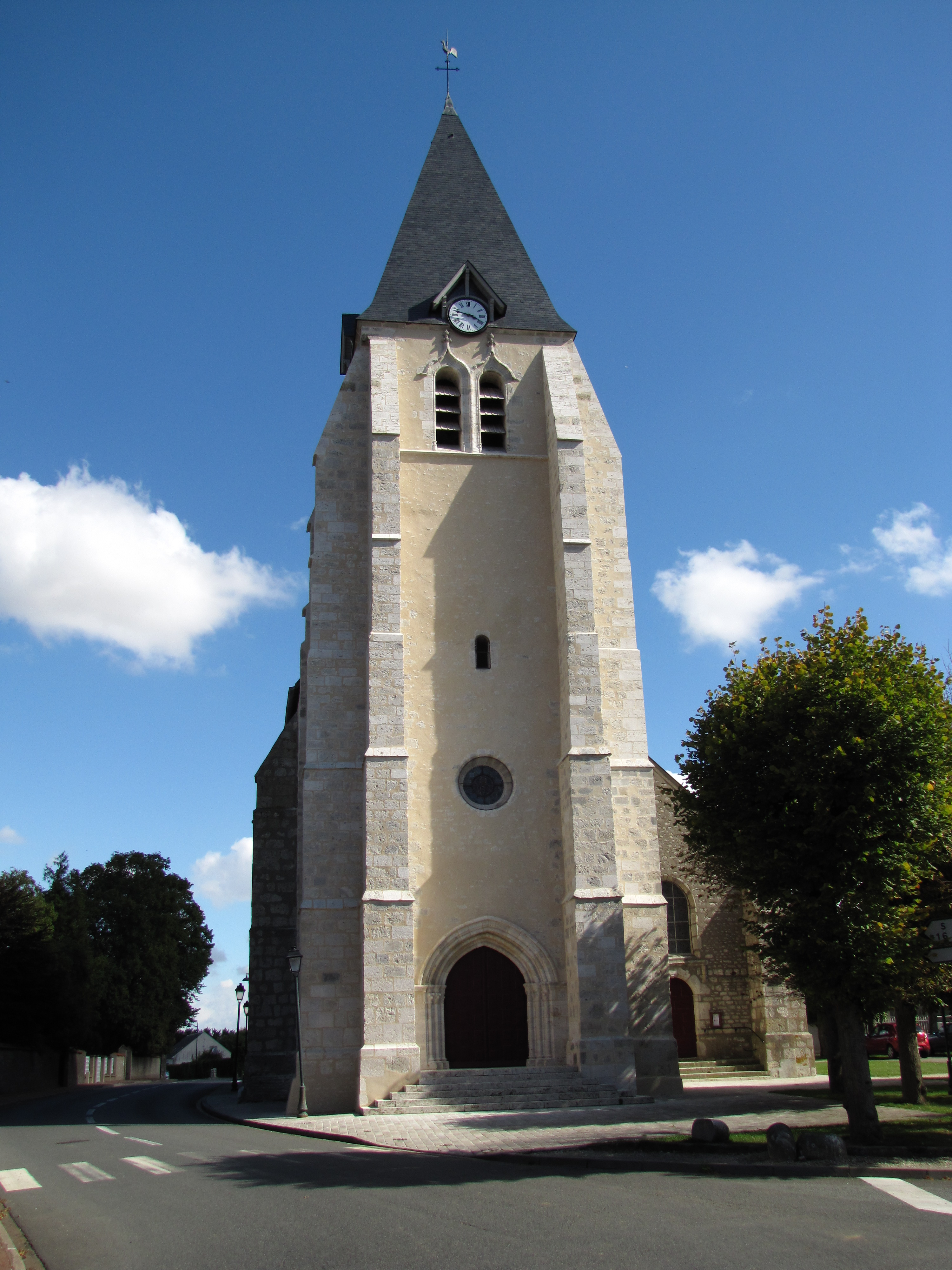
Kirche Notre-Dame

- Kirche Notre-Dame aus dem 13. Jahrhundert, Umbauten aus dem 15./16. Jahrhundert, Monument historique seit 1928
- Kirche Saint-Christophe aus dem 11. Jahrhundert, Umbauten aus dem 13. Jahrhundert, 1864 restauriert
- Mühle La Croix
- Mühle Donville

## Verkehr

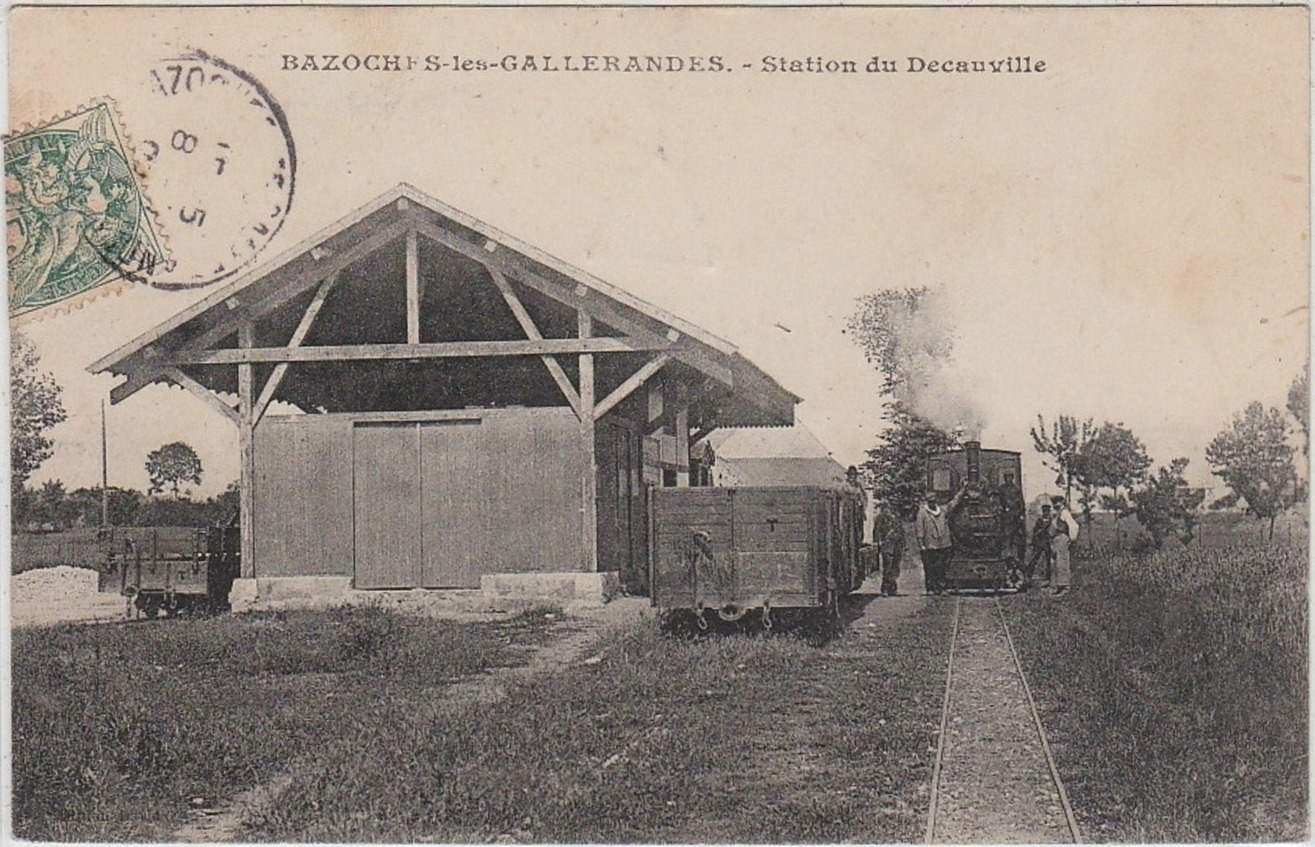
Bahnhof der Tramway de Pithiviers à Toury in Bazoches

Von 1892 bis 1965 betrieb die Tramway de Pithiviers à Toury einen Feldbahn-Bahnhof in Bazoches.